# Oscar Straus
Oscar Straus, eredetileg Oscar Nathan Strauss (Bécs, 1870. március 6. – Bad Ischl, 1954. január 11.) osztrák operettszerző. Lehár Ferenc, Leo Fall és Kálmán Imre mellett ő az úgynevezett ezüst operett korszak egyik legfontosabb zeneszerzője.

## Élete
Leopold Strauss zsidó bankár és Gabriella Stern fiaként született, később Strausra változtatta családnevét, hogy elkerülje összekeverését a Strauss keringődinasztiával. A századforduló körül számos sikeres operettet írt, amelyek közül a legismertebb az Álomkeringő, 1907-ből, később a Broadway-en és Hollywoodban komponált.
Max Bruchnál tanult, első kisebb sikereit kapellmeisterként Brüx és Teplice cseh városokban aratta. Berlinben részt vett az első német zenés kabaréban, az Überbrettlben, ahol utána a fiatal Arnold Schönberg is egy ideig dolgozott. Ausztria annektálása után, 1939-ben Párizsba kellett emigrálnia, később New Yorkba és Hollywoodba. Európába csak a második világháború után tért vissza.

## Magánélete
Gyermekei, Katharina (1898), Louis (1895) és Leo Straus (1897–1944) dramaturgként és librettistaként dolgoztak, akik első házasságából a hegedűművész és koncertmester, Nelly Irmentől születtek. 1908-ban Straus másodszor is házasságot kötött, ezúttal Clara Singer (1886–1967) énekesnővel, s ebből a házasságból született két fia, a zeneszerző Erwin Straus (1910-1966), valamint az író és rendező Walter Straus (1913-1945).
Sírja a Bad Ischl-i temetőben található .

## Művei

### Operettek

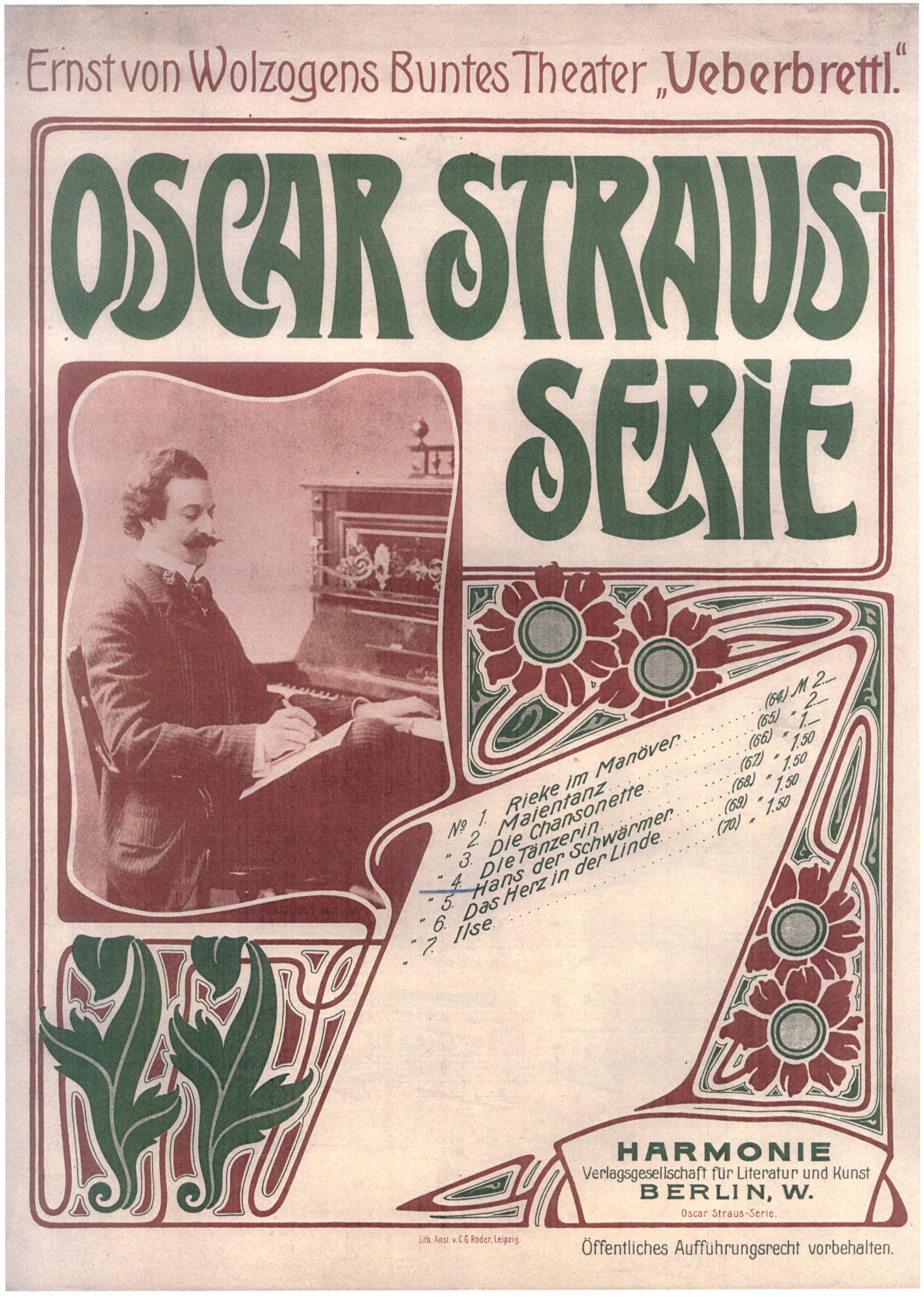
Az Überbrettl kottája

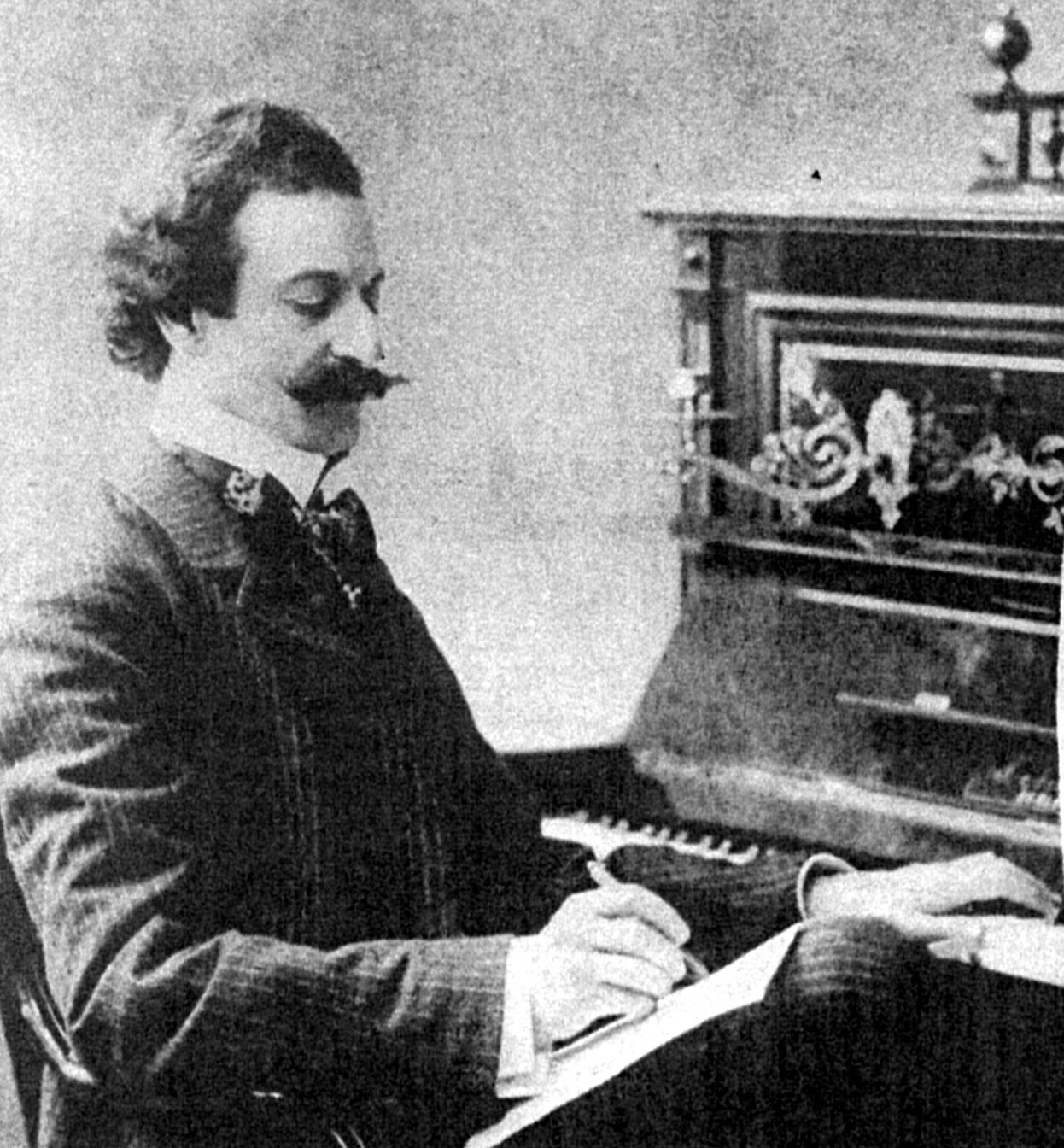
Oscar Straus 1902 körül

- A víg Nibelungok (1904, szövegkönyv: Rideamus)
- Hugdietrichs Brautfahrt (1906, szöveg: Rideamus)
- Varázskeringő (1907, szövegkönyv: Felix Dörmann és Leopold Jacobson)
- A csokoládékatona, vagy Der Praliné-Soldat (1908, szövegkönyv: Rudolf Bernauer és Leopold Jacobson)
- Rund um die Liebe (1914, szövegkönyv: Friedrich von Thelen, Robert Bodanzky)
- Legénybúcsú (1915)
- Csodacsók (1915)
- Niobe (1917)
- Eine Ballnacht (1918, szövegkönyv: Leopold Jacobson és Robert Bodanzky)(Bálkirálynő, 1921. 01. 30. Revü-színház)
- Der letzte Walzer (1920, szövegkönyv: Julius Brammer és Alfred Grünwald)
- Kleopátra gyöngyei (1923, szövegkönyv: Julius Brammer és Alfred Grünwald)
- Die Teresina (1925, szövegkönyv: Rudolph Schanzer és Ernst Welisch)
- A királynő (1927)
- Marietta (1928, szövegkönyv: Sacha Guitry; Deutsche Bearbeitung: Alfred Grünwal])
- Esküvő Hollywoodban (1928, szövegkönyv: Leopold Jacobson és Bruno Hardt-Warden, megfilmesítve 1929-ben)
- A herceg és a táncosnő (1929, szövegkönyv: Richard Keßler és Will Steinberg)
- Der Bauerngeneral (1931, szövegkkönyv: Julius Brammer és Gustav Beer)
- Egy édes légyott (1932, szövegkönyv: Alfred Grünwald)
- Drei Walzer (1935, szövegkönyv: Paul Knepler és Armin Robinson)
- Die Musik kommt (1948)
- Ihr erster Walzer (1950)
- Bozena (1952, szövegkönyv: Julius Brammer és Alfred Grünwald)

### Filmzene
- 1931: A mosolygó hadnagy (The Smiling Lieutenant), rendező Ernst Lubitsch
- 1940: Von Mayerling bis Sarajewo (De Mayerling à Sarajevo), rendező Max Ophüls
- 1950: Körbe-körbe (La Ronde), átdolgozta Joe Hajos, rendező Max Ophüls
- 1953: Madame de…, rendező Max Ophüls

## Elismerések
- 1939 – a francia Becsületrend
- 1950 – Ehrenring der Stadt Wien

## Külső hivatkozások
- Oscar Straus a PORT.hu-n (magyarul)
- Oscar Straus az Internet Movie Database-ben (angolul)
- Oscar Straus a Rotten Tomatoeson (angolul)
- Magyar színháztörténet, a Király színház
- Oscar Straus in der Internet Broadway Database (angol nyelvű lista a műveiről)
- Bühnenwerke
- Oscar Straus, In: Operetten-Lexikon.